# Edén Pastora
Edén Atanacio Pastora Gómez (Ciudad Darío, 22 de janeiro de 1937 – Manágua, 16 de junho de 2020) foi um político e guerrilheiro nicaraguense que concorreu à presidência como candidato do partido Alternativa para a Mudança (AC) nas eleições gerais de 2006. Nos anos anteriores à queda do regime de Anastasio Somoza Debayle, Pastora foi o líder da Frente Sul, a maior milícia no sul da Nicarágua, perdendo apenas para a FSLN (Frente Sandinista de Libertação Nacional), no norte. Pastora foi apelidado Comandante Cero ("Comandante Zero") e foi o organizador e executor da tomada do Palácio Nacional em Manágua em 22 de agosto de 1978.
Seu grupo foi o primeiro a chamar-se "sandinistas", e também foi o primeiro a aceitar uma aliança com o FSLN, grupo que viria a se tornar mais popularmente identificado pelo nome. Depois do triunfo da Revolução Sandinista foi-lhe concedido o título honorário de Comandante Guerrilheiro e o grau militar de Comandante da Brigada no incipiente Exército Popular Sandinista (EPS) e serviu por um tempo como Vice-Ministro da Defesa e Chefe Nacional das Milícias Populares Sandinistas (MPS). No final de 1982, alguns anos depois da vitória revolucionária, Pastora ficou desiludido com o governo da FSLN, e formou a Aliança Revolucionária Democrática (ARDE) com o objetivo de confrontar os "pseudo-sandinistas" política e militarmente. 
Em 2010, se reconciliou com a FSLN e deteve um cargo ministerial no governo de Daniel Ortega. Seu papel em uma disputa de fronteira com a Costa Rica e alegações de danos ambientais ao território reivindicado por esse país levou ao indiciamento legal pelo governo da Costa Rica.
Morreu no dia 16 de junho de 2020, aos 83 anos, de parada respiratória.